# Liga Comunista 23 de Septiembre
La Liga Comunista 23 de Septiembre (LC23S), también Liga 23 de Septiembre, fue una organización guerrillera mexicana de corte marxista-leninista cuyas finalidades principales eran luchar por los ideales comunistas de la liberación del proletariado, la destrucción de la burguesía y el establecimiento de un gobierno socialista en la nación. La LC23S se fundó el 15 de marzo de 1973 en Guadalajara, Jalisco, como propuesta de Ignacio Arturo Salas Obregón “Oseas” para unificar a todas las organizaciones del momento y construir una fuerza política con dirección hacia la lucha armada y la guerra de guerrillas.
Madera periódico clandestino fue el órgano propagandístico de la LC23S creado por el asalto al cielo. La organización y su órgano central retomaron el nombre del asalto al cuartel de Madera ocurrido el 23 de septiembre de 1965, del cual también adoptarían los ideales revolucionarios. El ataque fue estructurado por los maestros y políticos Arturo Gámiz y Pablo Gómez Ramírez quienes buscaron emular en México lo conseguido por el partido ortodoxo cubano en el Asalto al cuartel Moncada el 26 de julio de 1953. El asalto fue llevado a cabo en la madrugada del 23 de septiembre de 1965 por una docena de campesinos, estudiantes, maestros y líderes agrarios, que intentaron tomar por asalto el cuartel del Ejército mexicano en Madera, Chihuahua, muriendo ocho de los trece guerrilleros atacantes en el intento.
En el Periódico Madera, se puede conocer el programa político de la organización revolucionaria más importante de los años setenta y ochenta en México, que fusionó el socialismo científico con el movimiento obrero para la constitución del proletariado como clase, creando así su propia teoría revolucionaria para asegurar el desarrollo del movimiento revolucionario capaz de derrocar a la clase que, desde la perspectiva de la Liga, “sostiene su poder por medio de bayonetas: la burguesía”. Por otra parte, se tiene evidencia de que la LC23S estuvo presente en la mayoría de los estados de la República, y que fue en el norte, el occidente y el centro en donde se presentó mayor concentración de militantes, de 1973 y hasta el año de 1983. En 1981, comenzó la desintegración que llevaría a su fin a la organización, ya que fue el año de la caída de su último dirigente: Miguel Ángel Barraza “el Piojo Blanco”. La LC23S decidió disolverse por completo en 1983 después de sufrir varias crisis internas debido a la falta de dirección política ocasionada por la represión del Estado ejercida hacia ella.

## Antecedentes
La Liga Comunista 23 de Septiembre (LC23S) surgió como el proyecto más importante de organización clandestina y armada que permitió aglutinar a la mayoría de los grupos armados que habían surgido en México a lo largo de los años sesenta. Buscó terminar con la dispersión ideológica y comenzar a realizar acciones conjuntas con otras organizaciones para brindar "educación política al proletariado en México rumbo a la construcción de un Partido y Ejército revolucionarios".
El primero en plantear la necesidad de esta unificación de organizaciones a nivel nacional fue Raúl Ramos Zavala, quien desde 1969, por medio de textos como El proceso revolucionario en México. El tiempo que nos tocó vivir criticó al Partido Comunista Mexicano (PCM), al considerar que no había sido consecuente con las necesidades políticas de los jóvenes frente al movimiento de 1968. Además, Ramos planteó que al socialismo en México no se llegaría por medio de una vía pacífica ni por medio de colaboraciones con el Estado, como hasta la fecha lo había hecho el PCM. Ramos Zavala fue dirigente nacional de las Juventudes Comunistas (JC), y decidió romper con ellas en 1969 por lo antes dicho. Su ruptura con el PCM llevó a que muchos de los jóvenes militantes del partido también se salieran de él y crearan sus propios grupos políticos. Muchos de ellos comenzaron siendo grupos armados. Ramos, por su parte, fundó el grupo conocido como "los Procesos", desde donde buscó integrar a las nuevas agrupaciones que compartieran la necesidad de una lucha conjunta y a nivel nacional por la instauración del comunismo en México. En uno de sus viajes a su escuela de origen, la Universidad Autónoma de Nuevo León, conoció a Ignacio Arturo Salas Obregón "Oseas", quien había sido dirigente estudiantil y quien, abandonando la teología de la liberación, se volvió al comunismo y trabajó junto a Ramos en el proyecto de reagrupamiento. Sin embargo, Ramos fue asesinado en febrero de 1972, en el Parque México, en la Ciudad de México en un enfrentamiento policiaco.[cita requerida]
A la muerte de Ramos Zavala, Ignacio Arturo Salas Obregón "Oseas" fundó la Organización Partidaria (OP) en 1972, y escribió los textos conocidos como los Maderas viejos que son el Madera I, II, III y III-bis, los cuales desarrollan los planteamientos de Ramos Zavala sobre la unificación en una sola organización a nivel nacional, sistematizando los planteamientos políticos que deberían comenzar a regir la política proletaria en México. Para ello, "Oseas" realizó un análisis de las condiciones de la lucha obrera en México, así como el nivel de las relaciones de producción existentes, con el propósito de construir una teoría que explicara y sustentara las acciones de la organización a la que se aspiró. Estos documentos fueron entregados personalmente por "Oseas" a los distintos líderes de las organizaciones existentes en México y se convocó a una primera Reunión Nacional el 15 de marzo de 1973 en Guadalajara, Jalisco, para su discusión y profundización. Esta primera Reunión Nacional duró alrededor de 12 días. De esta discusión surgió el Manifiesto al Proletariado. Cuestiones fundamentales del movimiento revolucionario, 1973. Este documento es conocido como "Cuestiones", y es el documento fundamental de la Liga donde se teoriza sobre sus acciones, su posición política, su estrategia, entre otras cosas. Con este documento se da por fundada la Liga Comunista 23 de Septiembre.[cita requerida]

## Dirigencia Nacional
- Ignacio Arturo Salas Obregón (a) "Oseas" (1973-1974)
- David Jiménez Sarmiento (a) "Chano" (1974-1976)
- Luis Miguel Corral García (a) "Piojo Blanco" (1976-1977)
- Miguel Ángel Barraza García (a) "El Piojo Negro" (1977-1981)
- José Grijalba Galaviz (a) “El Güero” (1981)
- Coordinación Nacional Provisional (1981-1982)

## Integrantes
Entre las organizaciones que integraron a la LC23S en 1973, se incluyen: Los Procesos, Comandos Armados los Lacandones Patria o Muerte, Brigada Revolucionaria Emiliano Zapata (BREZ), la Federación de Estudiantes Universitarios de Sinaloa (FEUS) (también conocida como "Los Enfermos") el Frente Estudiantil Revolucionario, FER "Vikingo", el Movimiento Espartaquista Revolucionario (los Macías), las Fuerzas Armadas de la Nueva Revolución, el  Comando "Arturo Gamiz", las  Grupo Oaxaca, el Movimiento Estudiantil Profesional (MEP) y algunos militantes del Movimiento 23 de Septiembre (MAR 23 de Septiembre).[cita requerida]
Las organizaciones que formarían la LC23S perdieron su identidad anterior para integrar la nueva organización que elaboró sus propias bases teóricas, desarrolladas a partir de la discusión interna. Cabe resaltar que un gran número de militantes de la Liga Comunista 23 de Septiembre eran estudiantes. Sin embargo, la LC23S teorizó sobre el papel del estudiantado como parte del proletariado. Esta posición se puede encontrar en las Tesis de la Universidad Fábrica. Además, cubrían zonas fabriles, campesinas e indígenas, de donde se fueron integrando militantes. [cita requerida]

## Estructura territorial
La liga tuvo presencia en al menos 25 estados de la república mexicana, y se dividieron en 5 Comités Político-Militares o Coordinadores Zonales:
- Comité Zonal Noroeste: Sinaloa, Sonora, Durango, Chihuahua y Baja California.
- Comité Zonal Noreste: Nuevo León, Coahuila y Tamaulipas.
- Comité Zonal Occidente: Jalisco, Michoacán, Nayarit, Zacatecas, Aguascalientes, Colima y Guanajuato.
- Comité Zonal Valle de México (Brigada Roja): Ciudad de México, Estado de México, Tlaxcala, Hidalgo y Puebla.
- Comité Zonal Sur: Oaxaca, Guerrero, Veracruz, Chiapas y Tabasco.

## Operativos de la Liga

### Intento de secuestro a Eugenio Garza Sada
Eugenio Garza Sada fue asesinado en un enfrentamiento con la Liga Comunista 23 de Septiembre el 17 de septiembre de 1973, mientras la Liga pretendía secuestrarlo. En el acto, quedaron cuerpos de integrantes de la Liga, Garza Sada y guardaespaldas de éste. Esta acción fue comandada por la Liga con la intención de negociar la liberación de presos políticos de la organización, así como la adquisición de financiamiento para sus actividades políticas. El peso del empresario en la economía mexicana era tal que el costo de su asesinato tuvo una repercusión política de gran impacto en el sector empresarial regiomontano, provocando el rechazo al gobierno mexicano, encabezado por Luis Echeverría Álvarez, quien para volver a ganar simpatía de los empresarios endureció su política represiva contra los grupos armados y no permitió ninguna negociación de futuros secuestros con carácter político. La tortura y la desaparición comenzaron a ser la forma más recurrente de acabar con la oposición armada.[cita requerida]

### Secuestros de Fernando Aranguren y Anthony Duncan Williams
El gobierno todavía no se reponía de las reacciones originadas por la muerte de Eugenio Garza Sada, cuando el 10 de octubre de 1973 la LC23S realizó un doble secuestro en Guadalajara, Jalisco: el de Anthony Duncan Williams, cónsul de Gran Bretaña, y el de Fernando Aranguren, joven empresario de la región. Las demandas de los dos secuestros fueron: la entrega de 5 millones de pesos y la libertad de 51 presos políticos, entre estos cinco mujeres de diversos grupos armados. Con la política de no negociación de Echeverría, la Liga tuvo que liberar, sin que se les cumplieran sus exigencias, al cónsul Duncan Williams el 15 de octubre de 1973, y cuatro días después se encontró el cadáver del empresario Aranguren.[cita requerida]

### Operación "Asalto al Cielo"
El operativo "Asalto al Cielo" del 16 de enero de 1974 en Culiacán, Sinaloa, fue nombrado así por la propia Liga parafraseando a Karl Marx cuando escribió sobre la Comuna de París, en el evento en que las masas intentaron tomar el poder. En el operativo, alrededor de 300 militantes de la liga divididos en brigadas arribaron a diversos puntos de Culiacán y del campo desde las 6:00 am. La LC23S buscó fortalecer el movimiento en Sinaloa con una acción que demostrara su capacidad organizativa y de combate para sumar fuerzas de los sectores campesinos y proletarios que se habían integrado a las acciones de la Liga, por medio de huelgas y enfrentamientos directos con la policía.  Además, se logró insurreccionar a los obreros de la construcción del Instituto del Fondo Nacional de la Vivienda para los Trabajadores (Infonavit), para asaltar el banco de armas de la Secretaría de Agricultura y Recursos Hidráulicos.
La respuesta inmediata del gobierno a la insurrección fue el despliegue de tropas militares. La Liga propuso una retirada de las acciones por la cantidad de elementos del ejército que acechaban el estado. El saldo, según el periódico Excélsior, fue de 4 muertos (2 estudiantes y 2 policías); además, la Escuela de Agricultura de la Universidad Autónoma de Sinaloa se cerró, por considerarla como uno de los principales focos de agitación. En el Senado del Estado, se solicitó una desaparición de poderes. Los "Enfermos" fueron perseguidos, y decenas de ellos, detenidos. 
La venganza del gobierno por la ejecución del empresario Aranguren y el secuestro del cónsul Duncan recayó en Salvador Corral García, dirigente de la Liga y coordinador del Asalto al Cielo, y en Ignacio Olivares Torres "Sebas", del exgrupo de cristianos radicales en Monterrey. Ambos fueron detenidos y sus cadáveres, destrozados, el 7 de febrero de 1974. El primero fue encontrado en Guadalajara con hematomas en el cuerpo, huesos rotos, clavos de viga en las rodillas y hombros, quijada quebrada y masa encefálica expuesta; al segundo se le encontró en Monterrey con múltiples fracturas, y había sido seriamente lastimado antes de morir. 

### Las Islas de Ciudad Universitaria
El 15 de junio de 1975 en Ciudad Universitaria (CU) de la UNAM, durante una exposición canina, se realizó una emboscada contra dos dirigentes de un numeroso grupo (se calcula en ocho integrantes, el resto logró huir), de la Liga con el fin de detenerlos. Teresa Hernández Antonio "Alejandra" y Adolfo Lozano Pérez "Mariano" fueron perseguidos por parte de la Dirección Federal de Seguridad (DFS) siendo abatidos y rematados con el tiro de gracia, en una ejecución extrajudicial. Son los antecedentes de la futura creación de la Brigada Blanca y el Grupo Jaguar que se encargarían de perseguir, desaparecer y eliminar a la Liga por órdenes del Estado.

### Fuga del penal de Oblatos
La LC23S focalizó su atención en el objetivo del rescate de sus miembros recluidos en diferentes prisiones del país, con la intención de reforzar nuevamente su estructura. De los operativos más recordados y reconocidos por la habilidad de los integrantes para su escape, es la fuga del penal de Oblatos, en Guadalajara, Jalisco el 22 de enero de 1976. La seguridad del penal, fue burlada, logrando escapar seis guerrilleros. Sus nombres son: Antonio Orozco Michel "el Michel", Mario Álvaro Cartagena López "Guaymas", Enrique Guillermo Pérez Mora "Tenebras", Trinidad Villegas Vargas "el Billetes", Armando Escalante Morales "el loco Escalante" y, Francisco Mercado Espinoza "el Flaco". Todos ellos se reincorporaron a las actividades de lucha contra el estado, siendo algunos desaparecidos posteriormente o ejecutados.

## Producción teórica y temática
La LC23S tuvo una importante producción de documentos, donde ampliaron y desarrollaron las temáticas de su programa político. La mayoría de ellos fueron producidos en una primera etapa de la Liga: 1973-75, luego fueron reimpresos, aunque no por ello se dejó de elaborar teorías posteriores.

### Documentos teóricos
- Manifiesto al Proletariado. Cuestiones fundamentales del movimiento revolucionario en México (1973).
- Carta al Partido de los Pobres (enero 1973).
- Tesis de la Universidad Fábrica (1.ª versión por la FEUS: 1972, 2.ª versión ya por la Liga: 1973).
- Periódicos Madera Viejos: I, II, III y III-bis. (1972).
- Manifiesto al estudiantado (1973).
- Acerca del movimiento revolucionario del proletariado estudiantil (1974).
- Acerca de los sindicatos (1976).
- Cómo combatir al oportunismo (1978).
- [Teoría de] La vinculación partidaria (1977).
- Manifiesto al destacamento magisterial del proletariado (1979).
- Plan Nacional de Trabajo (1976).
- Democracia burguesa y democracia proletaria. Cómo formar el Consejo General de Representantes (CGR) en la UNAM. (julio 1981).
- Conferencias al programa (1981-1983).
- Periódicos Madera I-LVIII (enero 1974- julio 1981)[22]

### Algunas temáticas de los documentos
- Sobre la lucha de clases en la Costa Chica. BREZ. Apreciaciones iniciales sobre el movimiento revolucionario en el campo (1973).
- Sanidad revolucionaria (nov. 1973).
- En alto la bandera de la Guerra Civil Revolucionaria Emiliano Zapata (1974).
- Carta del Buró Político de la Dirección de la Brigada Revolucionaria Emiliano Zapata (1974).
- Jornadas revolucionarias (enero 1975).
- Embrionaria experiencia militar (1975).
- La reunión de cancilleres (1976).
- La estructuración de la Universidad-Fábrica y la lucha política (julio 1976).
- Llamamiento a los obreros ferrocarrileros (nov. 1976).
- Tomos militares I (1974) y II (1975).
- Boicot electoral (1976-78).
- Desarrollar e impulsar la huelga política. Tarea principal del proletariado estudiantil (feb. 1977).
- Camaradas de Altos Hornos de México (1977).
- Avancemos en el desarrollo de la guerra Civil Revolucionaria boicoteando la farsa electoral (junio de 1976).
- Compañeros proletarios de la UNAM (septiembre de 1981)
- Hagamos del primero de mayo una jornada más de agitación y combate (abril de 1981).
- Comisión de enlace de la Liga Comunista 23 de Septiembre (1982).